# چهارسوق گنجعلی خان
چهارسوق گنجعلی خان محل تقاطع دو راسته بازار شمالی - جنوبی و شرقی- غربی کرمان است. درگذشته این مکان مهم‌ترین و پرترافیک‌ترین نقطه شهر محسوب می‌شده و نقش چهارراه اصلی شهر را ایفا می‌کرده‌است. همه افراد می‌بایست برای رفتن به هریک از دروازه‌های شهر از این نقطه تعیین مسیر کنند. این چهارسوق جزو مجموعه گنجعلی خان است وهشت مغازه را در اطراف خود جای داده‌است.

## معماری
نمای داخلی این چهارسوق با گچبری و نقاشی تزیین شده‌است. نقاشی‌های با رنگ و روغن با این که ۴۰۰ سال از ترسیم آنها می‌گذرد هنوز زیبایی خود را حفظ کرده‌اند منتها به دلیل ترسیم آنها بر روی گچ، بخشهایی از آن فروریخته است. تاقبل از ورود معماری جدید و تداخل معماری غربی گنبدهای بازار به صورت یک باند به هم پیوسته بوده واز مرتفع‌ترین بناهای شهر بعد از مسجد جامع محسوب می‌شده‌اند. گنبد چهارسوق نیز مرتفع‌ترین گنبد شهر به شمارمی آمده‌است. نورگیرهایی که دراطراف آن تعبیه شده‌است ونیز حالت گنبدی شکل آن متأثر از ساختار اقلیمی جنوب ایران است.

## پیشینه
چهار سوق گنجعلی خان در محل تقاطع دو راسته شمالی جنوبی و شرقی غربی بازار قرار دارد به واسطه موقعیت خاص قرارگیری تقاطع در مسیر اصلی شهر که به چهار دروازه اصلی راه داشت و مرکزیت آن در شهر قدیم، در گذشته محل بسیار مهمی بود و به برخی از حوادث تاریخی مهم در این بخش از بازار جهت برخی از مراسم اشاره شده‌است. گچبری‌های ظریف و نقاشیهایی که گویا تصویر شهروندان را به نمایش می‌گذارد در سقف این چهار سوق دیده می شو د که به زیبایی این مکان افزوده‌است.

## نگارخانه

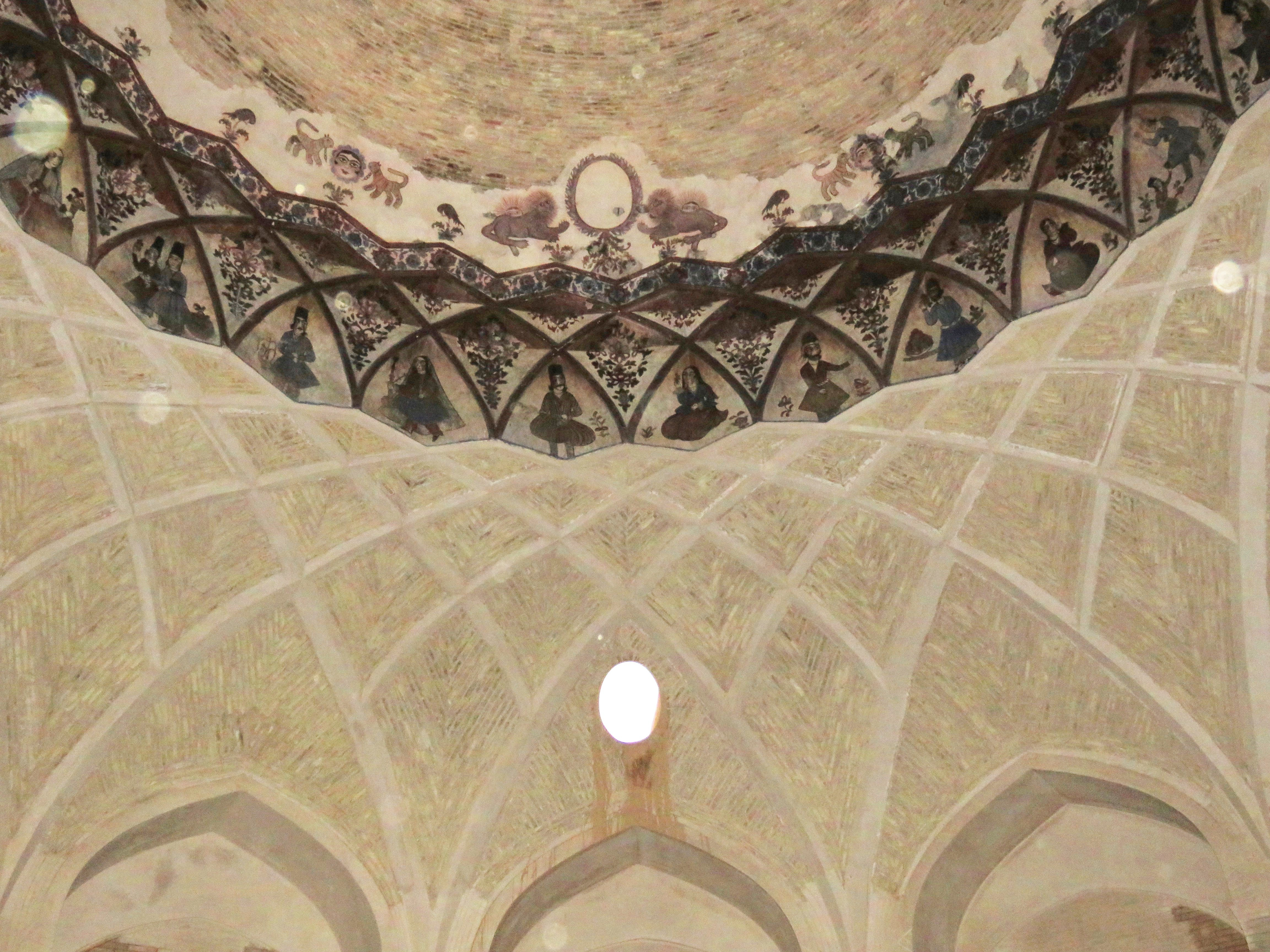